# Intervenção militar na Síria
A intervenção militar árabe-ocidental na Síria refere-se a uma série de operações militares lançadas pelas forças aéreas e navais dos Estados Unidos, das nações europeias (como Reino Unido e França), da Austrália e dos países aliados árabes contra o grupo extremista Estado Islâmico (Daesh) em território sírio. O objetivo dos ataques é deter, conter e eventualmente destruir os fundamentalistas para impedir que eles tenham uma base de operações permanente na região.
Em 22 de setembro de 2014, Estados Unidos, Bahrein, Jordânia, Qatar, Arábia Saudita e Emirados Árabes Unidos começaram a atacar posições do Estado Islâmico dentro da Síria  (assim como do Grupo Khorasan na Província de Idlib, a oeste de Alepo, e da Frente al-Nusra em torno de Ar-Raqqah ) como parte da Guerra contra o Estado Islâmico.
Em 2 de novembro de 2015, em resposta à intervenção, representantes do Ahrar al-Sham participaram de uma reunião com a Frente al-Nusra, o Grupo Khorasan, o Estado Islâmico e o Jund al-Aqsa, que visando unir os diversos grupos linha-dura contra a coalizão liderada pelos Estados Unidos e outros grupos rebeldes sírios moderados. Em 14 de novembro de 2014, foi revelado que as negociações entre al -Nusra, Jund al-Aqsa, Estado Islâmico e Ahrar al-Sham haviam falhado.
Em abril de 2017, em retaliação por um ataque químico na cidade de Khan Shaykhun, no noroeste da Síria, os Estados Unidos lançou um grande bombardeio naval contra alvos militares do regime Assad, o primeiro ataque intencional contra o governo local desde o início da guerra civil síria. Em abril do ano seguinte, o governo americano, apoiado diretamente por França e Reino Unido, lançou outro ataque aeronaval contra Assad. Ao fim de 2018, os Estados Unidos começaram a retirar seu aparato militar e seus oficiais da Síria.

## Antecedentes
A guerra civil na Síria começou em 2011, no contexto da Primavera Árabe. Se iniciou como uma mobilização midiática e popular contra o regime do presidente Bashar al-Assad e rapidamente eclodiu para uma revolta generalizada de civis armados e soldados desertores contra as forças do governo sírio. Contudo, a guerra rapidamente mudou de caráter, se tornando um conflito majoritariamente sectário e religioso. Grupos fundamentalistas começaram a tomar o controle da rebelião e ganharam grande influência. Entre essas facções, estava a organização extremista radical Estado Islâmico do Iraque e do Levante (ou EIIL). Os militantes deste grupo tomaram rapidamente vários territórios na Síria. Em 2013, frente a crescente pressão do ocidente, grupos seculares e moderados (como o Exército Livre Sírio) lançaram ataques contra os fundamentalistas, iniciando um racha dentro da oposição. O Estado Islâmico (EI), contudo, melhor armado e mais bem preparado, resistiu e continuou a ganhar terreno até que em julho de 2014 proclamou a criação de um Califado, que englobava territórios na Síria e no Iraque.

## Intervenção
A intensificação dos combates que ameaçavam desestabilizar toda a região e relatos de massacres de minorias e dissidentes por parte do EIIL, que terminou com milhares de mortes, acabou sendo o pretexto para que os Estados Unidos, e algumas nações árabes e europeias, lançassem ataques aéreos e navais contra os territórios controlados pelos jihadistas, tanto em solo sírio como no iraquiano. Além da campanha de bombardeios, os americanos, auxiliados por países da região e da OTAN, também afirmaram que iniciariam um programa em larga escala para treinar e armar grupos ditos como moderados dentro da oposição síria, como o chamado 'Exército Livre', com o propósito de prepara-los para combater as facções mais extremistas envolvidas no conflito, ao mesmo tempo que também travavam uma luta contra o regime Assad.
Os primeiros bombardeios aéreos ocidentais na Síria aconteceram a 22 de setembro de 2014, e foram logo confirmados pelo secretário de imprensa do Pentágono, o vice-almirante John Kirby. Sob ordens do presidente americano Barack Obama, os ataques foram feitos por forças navais e aéreas dos Estados Unidos, apoiado inicialmente por uma coalizão de nações árabes. Aviões caça e drones não tripulados realizaram boa parte dos bombardeios, acompanhados por duas ondas de mísseis de cruzeiro BGM-109 Tomahawk disparados por navios de guerra americanos estacionados no mar Vermelho e no golfo Pérsico. Dúzias de militantes islamitas foram mortos nas primeiras horas. Ao menos quatro locais na região norte da Síria foram atingidos, com cerca de vinte alvos do Estado Islâmico sendo destruídos. Entre os locais bombardeados estavam uma base da chamada Brigada 93, que pertencia ao exército sírio, mas que havia sido capturada pelos extremistas. Segundo fontes, a província de Raqqa foi o principal alvo das bombas e mísseis. Postos de comando e controle, depósitos de munição e outras bases de operações teriam sido atingidas por lá.

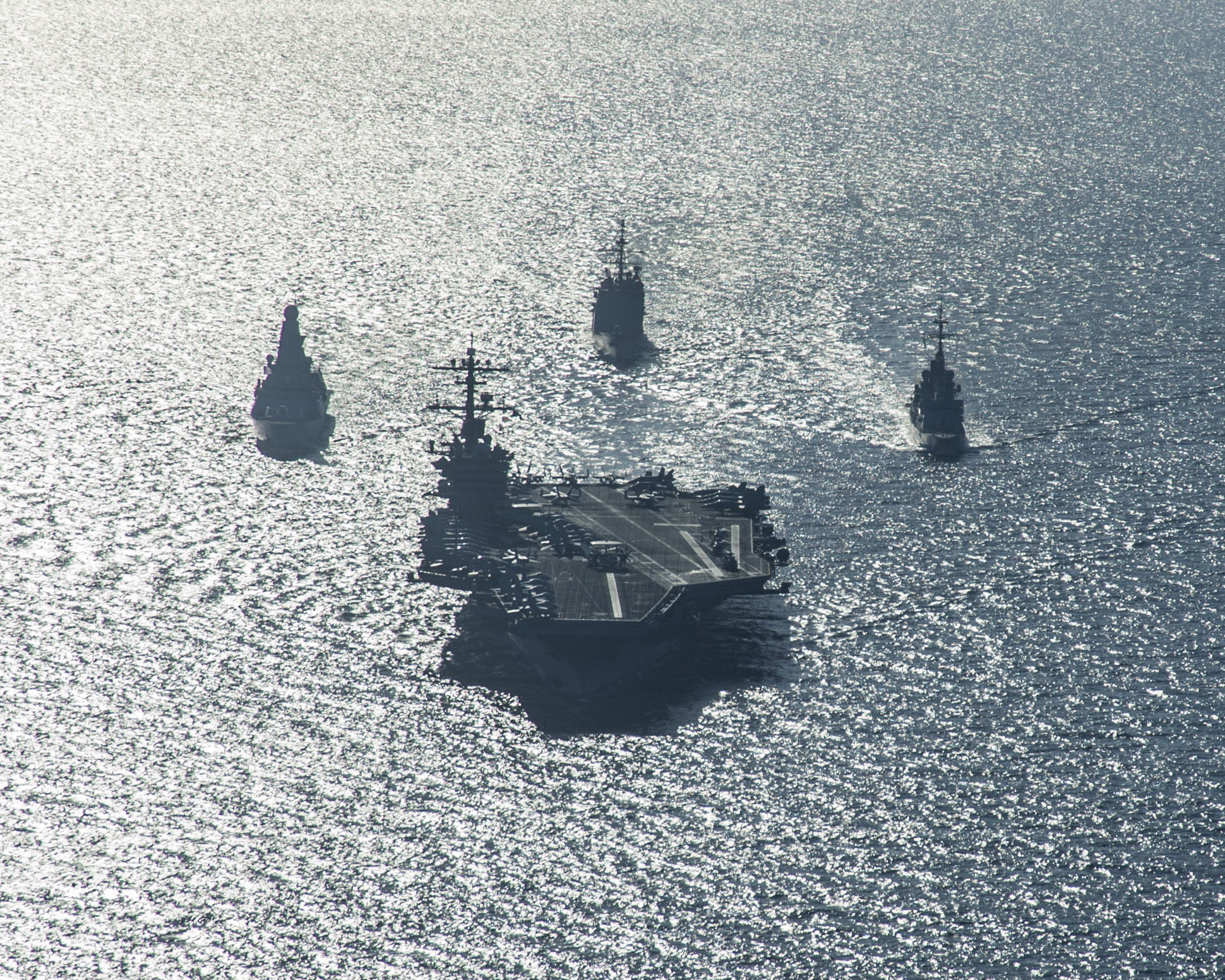
O grupo de batalha do porta aviões americano USS Carl Vinson. Em formação estão os navios de guerra HMS Defender (britânico), o FS Jean Bart (francês) e o USS Bunker Hill (americano).

Junto com as forças armadas americanas, pelo menos cinco nações árabes também conduziram ataques na Síria. Aviões do Bahrein, Jordânia, Catar, Arábia Saudita e Emirados Árabes Unidos também lançaram ofensivas aéreas contra os fundamentalistas do EIIL.  Fontes ligadas a oposição síria confirmaram que alvos de uma milícia chamada Khorasan, ligada a Frente Al-Nusra, também foram bombardeados. Explosões também foram registradas nas províncias de Alepo e Idlib. Os bombardeios continuaram nos dias seguintes, atingindo quartéis, centros de treinamento e postos de controle dos extremistas. Na madrugada do dia 25 de setembro, ao menos doze pequenas refinarias de petróleo em controle do EIIL foram atacadas por aviões americanos, sauditas e árabe-emiradenses, matando pelo menos 20 militantes do grupo. Os ataques aconteceram dentro e ao redor da província de Deir Ezzor, que faz fronteira com o Iraque. Segundo um porta-voz do comando militar americano, o objetivo da incursão seria atingir uma das principais fontes de renda do Estado Islâmico, a exportação clandestina de petróleo (os lucros da organização seriam de, pelo menos, US$ 2 milhões de dólares diários). A região norte da Síria, quase que em toda a sua totalidade controlada pelos jihadistas, tem sido o principal alvo das bombas da coalizão. Segundo o departamento de defesa americano, os bombardeios também atingiram as zonas leste e central da Síria, atingindo posições do EI em cidades como Homs, Minbej e Raqqa. Ataques aéreos também foram registrados contra militantes extremistas que cercavam a cidade curda de Ain al-Arab, na fronteira sírio-turca. Enquanto isso, os combates terrestres em toda a região se intensificavam.
Ao fim de setembro, aviões americanos e árabes começaram uma campanha de bombardeios sistêmicos contra a cidade curda de Kobanê, no norte da Síria. A região, de importância estratégica, fica na fronteira com a Turquia. Apesar das baixas infligidas ao Estado Islâmico, os milicianos da organização continuavam avançando, enquanto violentos combates aconteciam rua por rua na cidade contra os guerrilheiros curdos. Depois de quatro meses, ao fim de janeiro de 2015, os militantes do EIIL acabaram sendo expulsos da cidade, mas continuavam a resistir nas regiões vizinhas. Os ataques aéreos da Coalizão foram reportados como sendo fundamentais para o resultado favorável desta batalha.
Enquanto no Iraque havia a presença de tropas no solo para auxiliar e treinar os iraquianos, na Síria havia a ausência de uma força terrestre confiável para dar apoio a aviação aliada e combater o Estado Islâmico. Em maio de 2015, em uma ação rara, militares das forças especiais americanas conduziram um incursão em solo sírio, que terminou na morte de Abu Sayyaf (um dos cabeças do EI na região) e de diversos militantes que protegiam a área. Nenhuma perda foi reportada do lado americano.

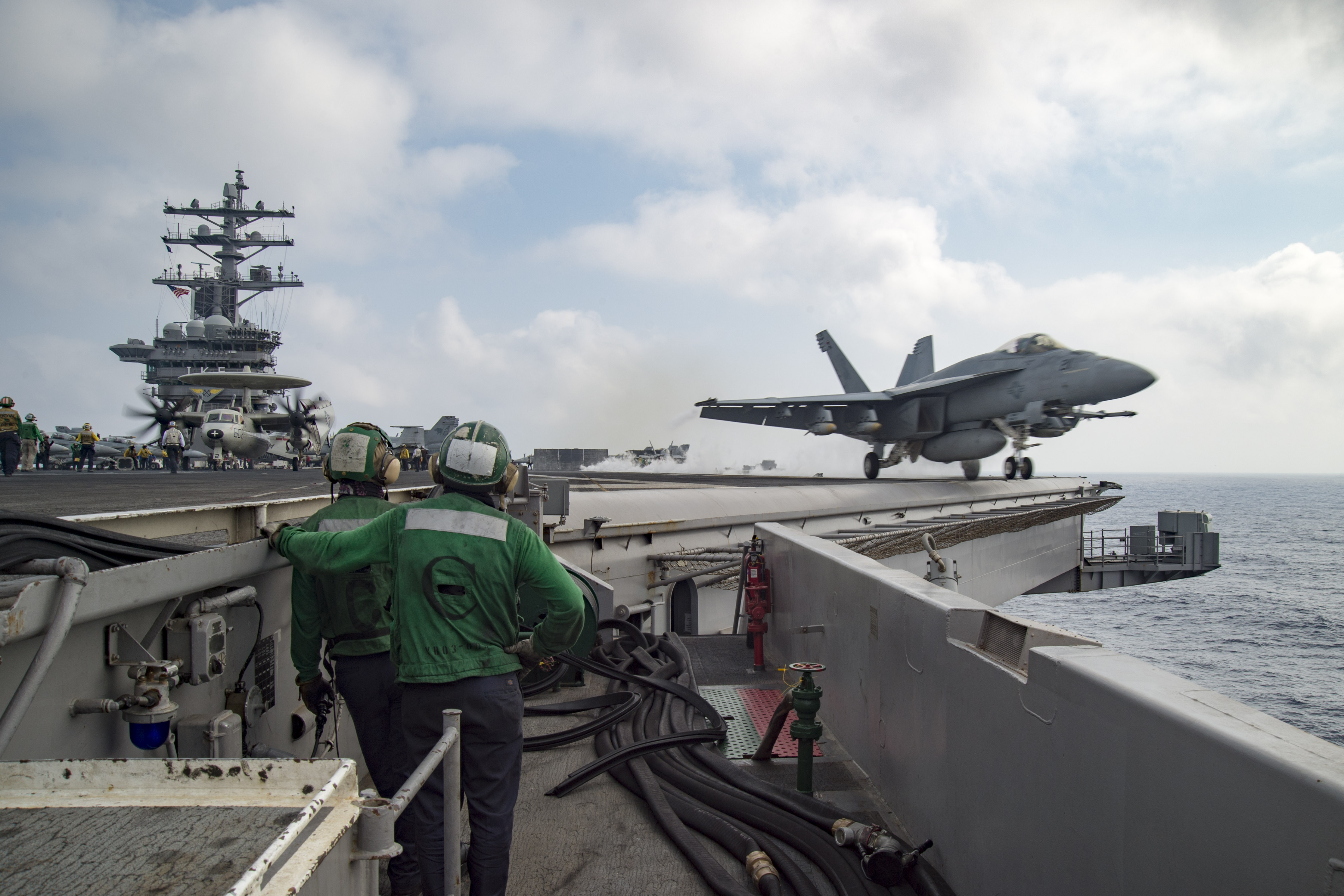
Um caça americano F-18 Super Hornet decolando do USS Dwight D. Eisenhower para executar missões na Síria.

Ao fim do primeiro semestre de 2015, os ataques da Coalizão se focaram na fronteira entre o Iraque e a Síria, na província de Ar-Raqqah (a base do poder do Estado Islâmico no território sírio) e contra o grupo Khorasan (ligado a al-Qaeda). Entre setembro de 2014 e junho de 2015, os ataques aéreos aliados mataram mais de três mil islamitas na Síria. A Turquia, que desde o começo da intervenção estrangeira queria que a Coalizão priorizasse derrubar Bashar al-Assad, começou, em julho de 2015, a lançar suas próprias ofensivas aéreas contra o EI, em resposta a diversas atividades dos extremistas em seu território, incluindo um atentado a bomba na cidade turca de Suruç (que havia matado mais de 30 pessoas). Ao fim de setembro do mesmo ano, a França (que participava apenas das ações militares no Iraque) expandiu sua campanha de bombardeios para a Síria. Ao fim de outubro, o governo americano enviou cerca de 50 soldados das forças especiais para melhor assessorar as tropas rebeldes da oposição no solo, escalando ainda mais a participação Ocidental no conflito sírio. Já em meados de novembro, em resposta a uma série de atentados terroristas em Paris, aviões das forças aéreas da França e dos Estados Unidos, lançaram múltiplos bombardeios contra alvos do Estado Islâmico na província de Raqqa, atingindo centros de comando do grupo, postos de recrutamento e treinamento de guerrilheiros jihadistas, além de depósitos de munição.
Ao fim de setembro de 2015, foi confirmado a presença de militares das forças armadas da Rússia em território sírio, com cooperação do governo de Bashar al-Assad. Apesar da condenação por parte dos Estados Unidos em relação ao apoio de Vladimir Putin ao regime sírio, aviões da força aérea russa conduziram, a partir do dia 30 do mesmo mês, os primeiros ataques mirando o Estado Islâmico na Síria, marcando a primeira intervenção militar direta russa no conflito. Em março de 2016, o governo russo anunciou que iria encerrar suas operações militares em território sírio, removendo boa parte do seu equipamento militar da região. Depois de quase seis meses de operação, foram reportados que os ataques aéreos russos mataram mais de 4 500 pessoas (incluindo 1 700 civis, além de 1 492 rebeldes e jihadistas e cerca de 1 183 militantes do Estado Islâmico).

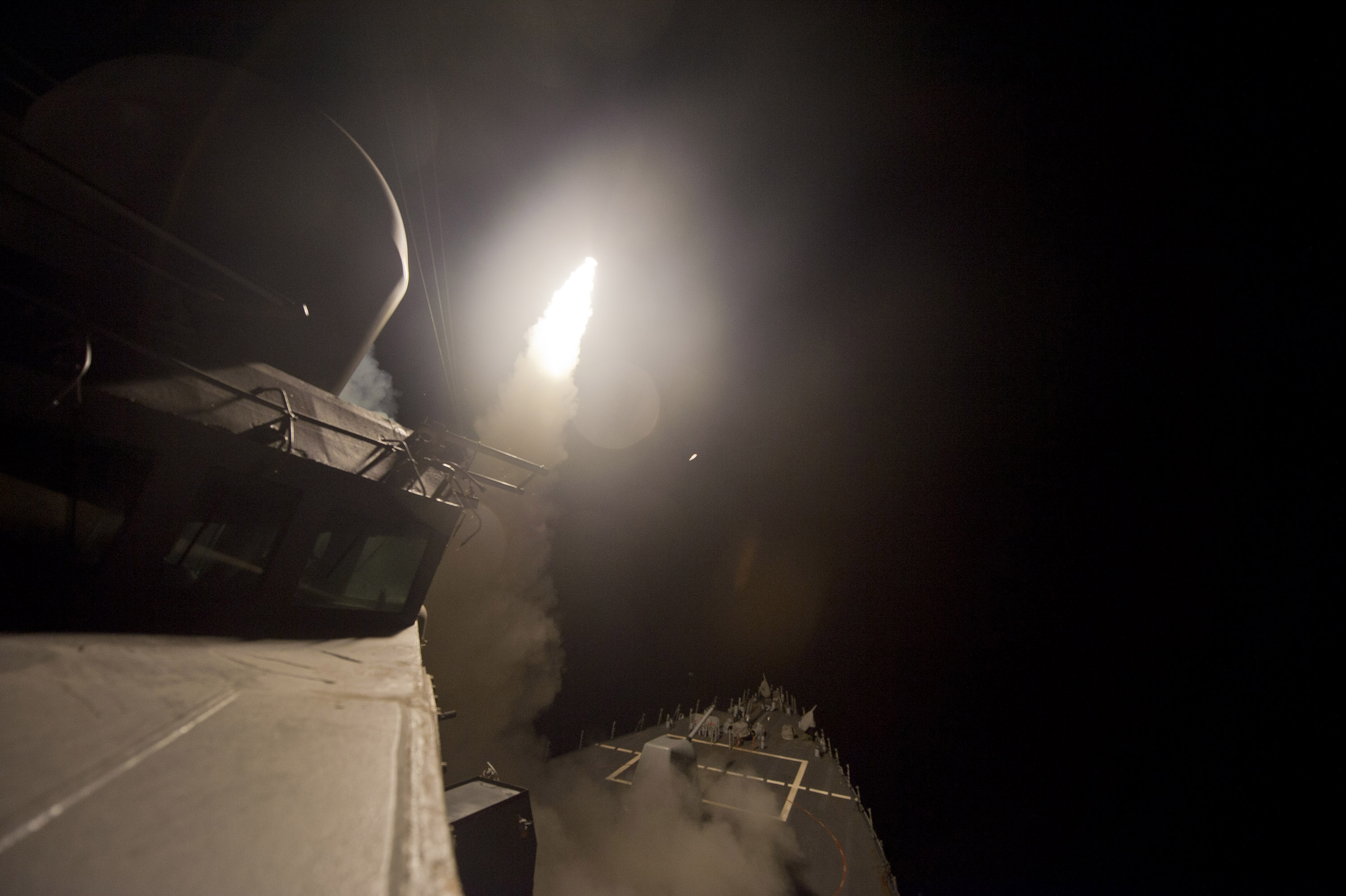
Um míssil Tomahawk sendo disparado pelo navio USS Arleigh Burke contra alvos do Estado Islâmico na Síria, em 2014.

No começo de dezembro de 2015, o Reino Unido formalmente se juntou a coalizão de países ocidentais que bombardeiam o Estado Islâmico na Síria. A força aérea britânica já vinha participando de operações militares no Iraque, mas a expansão dos bombardeios para o território sírio veio depois dos ataques em Paris, junto com apelo por mais ação por parte das nações europeias. Segundo a liderança da coalizão liderada pelos Estados Unidos, o EIIL perdeu cerca de 20% do seu território na Síria desde meados de 2015 até o começo de 2016.
Em meados de agosto de 2016, o governo da Turquia anunciou que, em resposta a uma série de atentados contra os seus território, lançaria operações militares para livrar a região de fronteira síria-turca da presença de militantes do Estado Islâmico (EI). Em 24 de agosto, apoiados por aviões dos Estados Unidos e rebeldes sírios, as forças armadas turcas lançaram uma grande operação na área da cidade de Jarablos, no norte da província de Alepo. Dezenas de veículos blindados e aeronaves atacaram posições de terroristas islâmicos na região, segundo autoridades da Turquia. Vários militantes do EI foram mortos. Isto marcou a primeira ação militar turca direta na Síria desde novembro de 2015.
No começo de 2017, os Estados Unidos intensificaram seus bombardeios na Síria. Foi reportado também um aumento do número de civis mortos. O novo presidente dos Estados Unidos, Donald Trump, afirmou uma mudança de estratégia e disse ter pedido ao Pentágono que apresentasse, em trinta dias, um novo plano de batalha para derrotar o Estado Islâmico mais rápido.

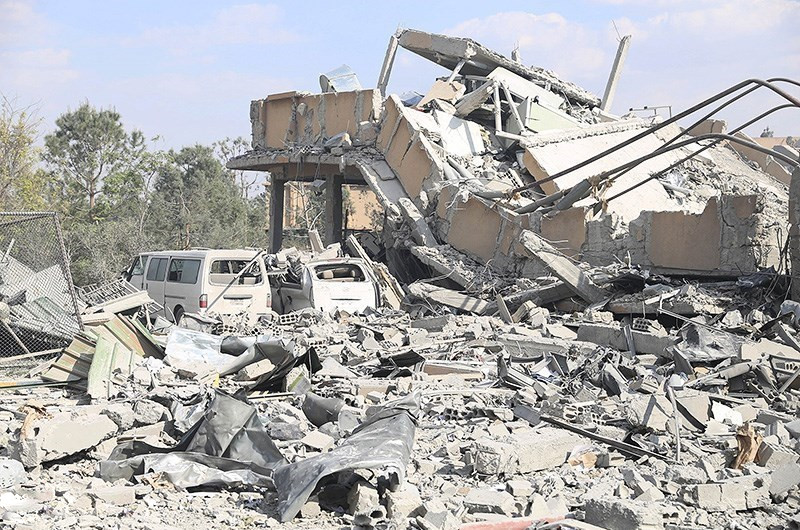
Ruínas de um prédio do governo Assad na Síria, destruído por mísseis americanos.

Em 4 de abril de 2017, um grande ataque com armas químicas foi reportado na cidade de Khan Shaykhun, no sul da província de Idlib. Entre 70 e 100 pessoas teriam sido mortas, com outros 500 sendo feridas. Uma investigação feita logo em seguida sugeriu que provavelmente o gás Sarin tenha sido o utilizado, principalmente devido aos sintomas apresentados pelas vítimas. A Comunidade Internacional e a oposição síria culparam o regime de Bashar al-Assad pelo incidente. O governo local, por sua vez, apoiado pela Rússia, acusou a oposição pelo mesmo crime. Três dias depois, seguindo ordens do presidente americano Donald Trump, dois navios da marinha dos Estados Unidos (o USS Ross e o USS Porter), estacionados na costa do mediterrâneo, dispararam entre 50 e 60 mísseis BGM-109 Tomahawk contra uma base da força aérea síria na cidade de Shayrat, na província de Homs (onde acreditava-se ter sido a origem do ataque químico). O objetivo do bombardeio teria sido atingir alvos de importância militar do regime Assad, principalmente plataformas de defesa aérea, aeronaves, hangares e depósitos de combustível. Este foi o primeiro ataque intencional na guerra lançado pelos Estados Unidos contra o governo sírio.

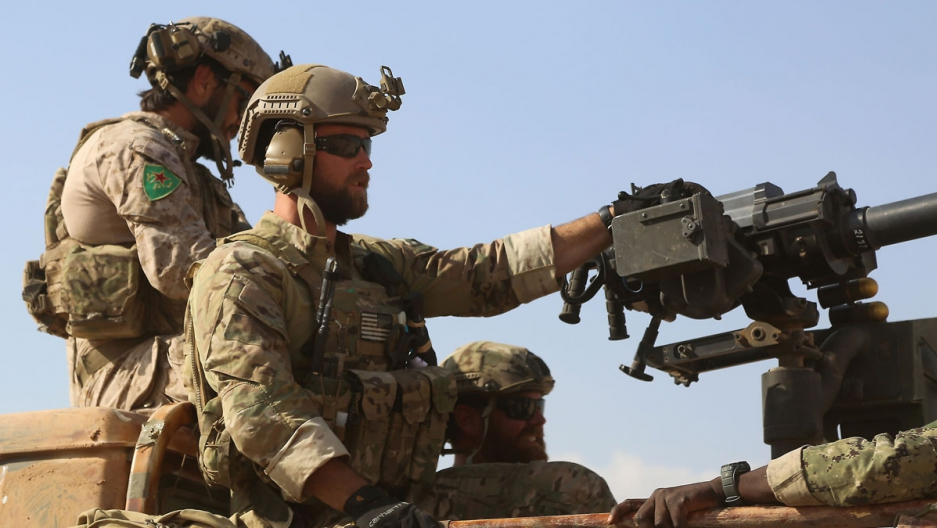
Forças especiais americanas em Raqqa, em 2016.

Forças aéreas e tropas especiais da coalizão ocidental também desempenharam uma função estratégica significativa durante a Batalha de Raqqa (junho-outubro de 2017), dando apoio e cobertura para as tropas sírias e árabes (encabeçadas pelas Forças Democráticas Sírias) retomaram a região. A cidade de Raqqa foi, por quase três anos, considerada a capital não oficial do Estado Islâmico na Síria.

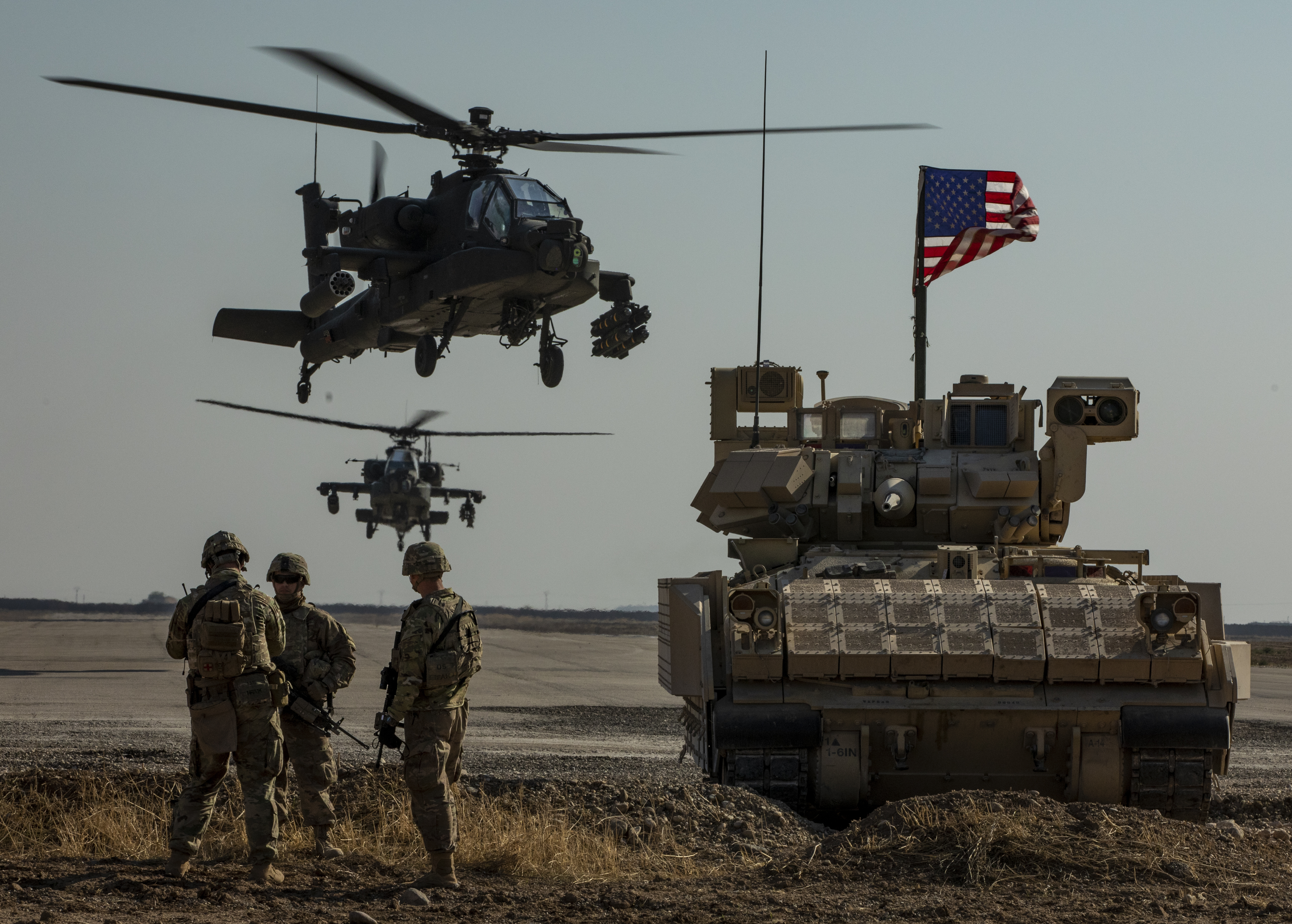
Tropas dos Estados Unidos no nordeste da Síria, em 2020.

Em abril de 2018, forças aeronavais dos Estados Unidos, França e Reino Unido, lançaram um pesado bombardeio contra as cidades de Damasco e Homs, mirando alvos de importância militar do regime de Bashar al-Assad. Segundo o presidente americano, Donald Trump, o bombardeio foi uma resposta direta a um novo ataque com armas químicas perpetrado supostamente pelas tropas de Assad contra civis em Douma. O governo sírio e autoridades russas negaram que Assad tivesse envolvimento no ataque químico.
Em 2018, o grupo Estado Islâmico já havia perdido boa parte dos territórios que controlava na Síria e seu poder minguou consideravelmente. Ainda assim, autoridades dos Estados Unidos afirmaram que manteriam tropas no país, para combater os terroristas remanescentes e tentar coibir a influência iraniana e russa na região. Contudo, contrariando conselhos da sua equipe de segurança, o presidente americano, Donald Trump, ordenou, em dezembro, o começo da retirada completa das forças dos Estados Unidos da Síria (aproximadamente dois mil militares), afirmando que o objetivo principal da missão, a destruição do EIIL, já havia sido completado. A decisão recebeu críticas dentre a liderança política americana e de parte da mídia, que a classificaram como prematura. Em 21 de dezembro, o secretário de defesa, Jim Mattis, anunciou que renunciaria seu cargo, citando desavenças com a administração Trump, incluindo suas políticas com relação a Síria. Alguns dias depois, Brett McGurk, o enviado americano para a coalizão global que luta contra o Estado Islâmico, anunciou que também renunciaria, citando os mesmos motivos que Mattis.

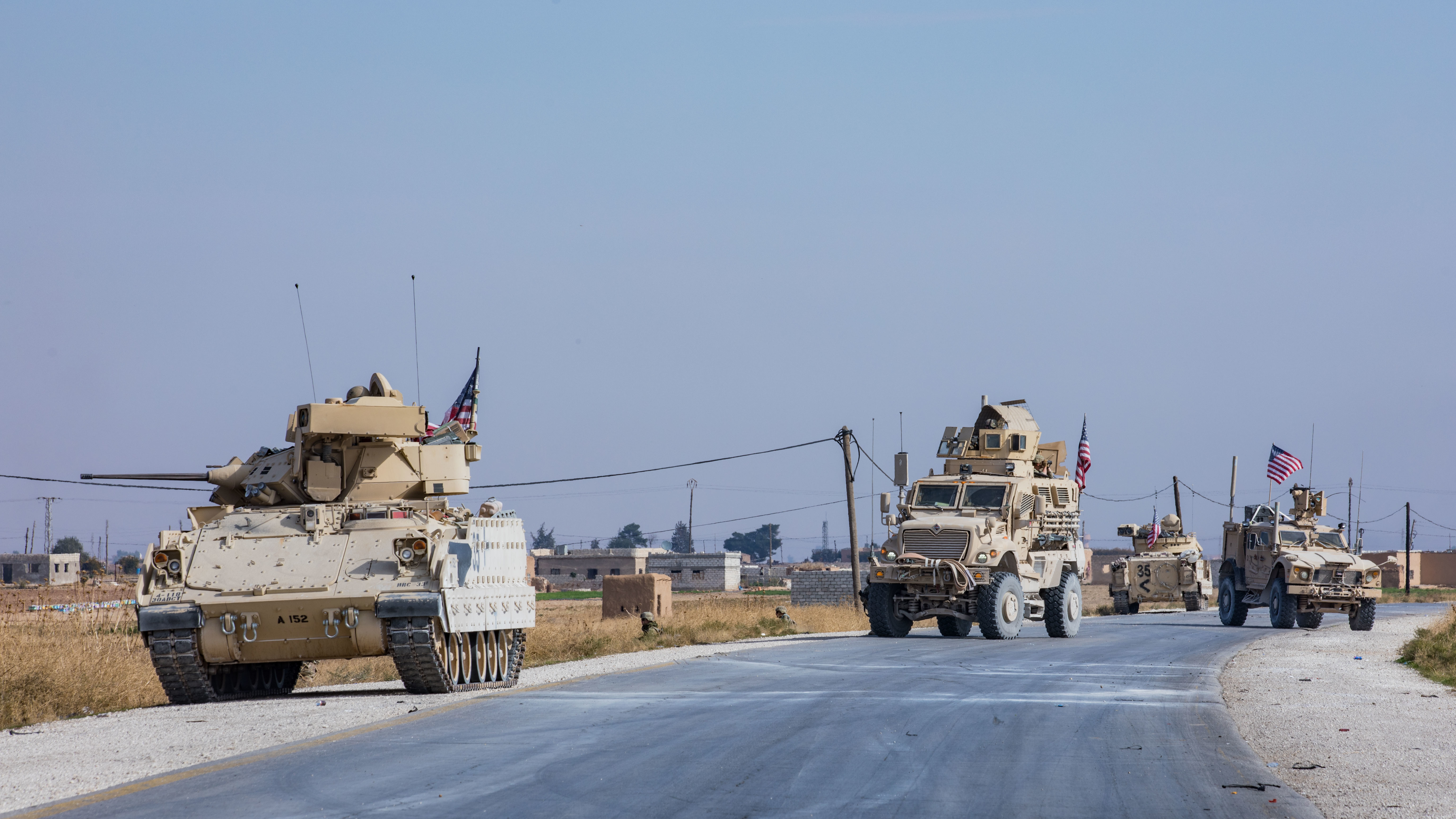
Veículos de combate de infantaria M2A2 Bradley do 4º Batalhão, 118º Regimento de Infantaria do exército dos Estados Unidos acompanham uma patrulha no leste da Síria, em 13 de novembro de 2019.

Após as nações europeias rejeitarem a possibilidade de mandarem mais tropas para a Síria para substituir as forças americanas que se retiravam e a crescente crítica e preocupação com as decisões da Casa Branca, os Estados Unidos anunciaram, em 22 de fevereiro de 2019, que manteriam uma força de contingência em solo sírio de aproximadamente 400 militares, sem data definida para uma evacuação.  Em outubro, contudo, o presidente Trump anunciou que as forças americanas estariam, quase que em sua totalidade, se retirando da Síria. Essa ordem de retirada veio após negociações entre autoridades dos Estados Unidos e da Turquia, abrindo espaço para uma incursão terrestre turca no Curdistão Sírio. Muitos observadores internacionais viram este movimento como uma traição por parte dos americanos, pois a Turquia começou a atacar um importante aliado dos Estados Unidos na região, as Forças Democráticas Sírias, com o governo americano não se importando mais com o destino dos grupos curdos na região de fronteira. Tais grupos haviam sido importantes para derrotar o Estado Islâmico, sendo responsáveis por boa parte da vitória dos aliados ocidentais contra os terroristas do EIIL na Síria.
Em 27 de outubro de 2019, o governo americano informou que havia lançado uma operação militar para capturar ou matar o líder do Estado Islâmico, Abu Bakr al-Baghdadi, na vila de Barisha, no distrito de Harem, na província de Idlib (noroeste da Síria). Para evitar ser capturado, al-Baghdadi se matou ao detonar um colete explosivo que carregava. Sua morte foi saudada pelo mundo como um importante passo na luta contra o Estado Islâmico e seus simpatizantes.

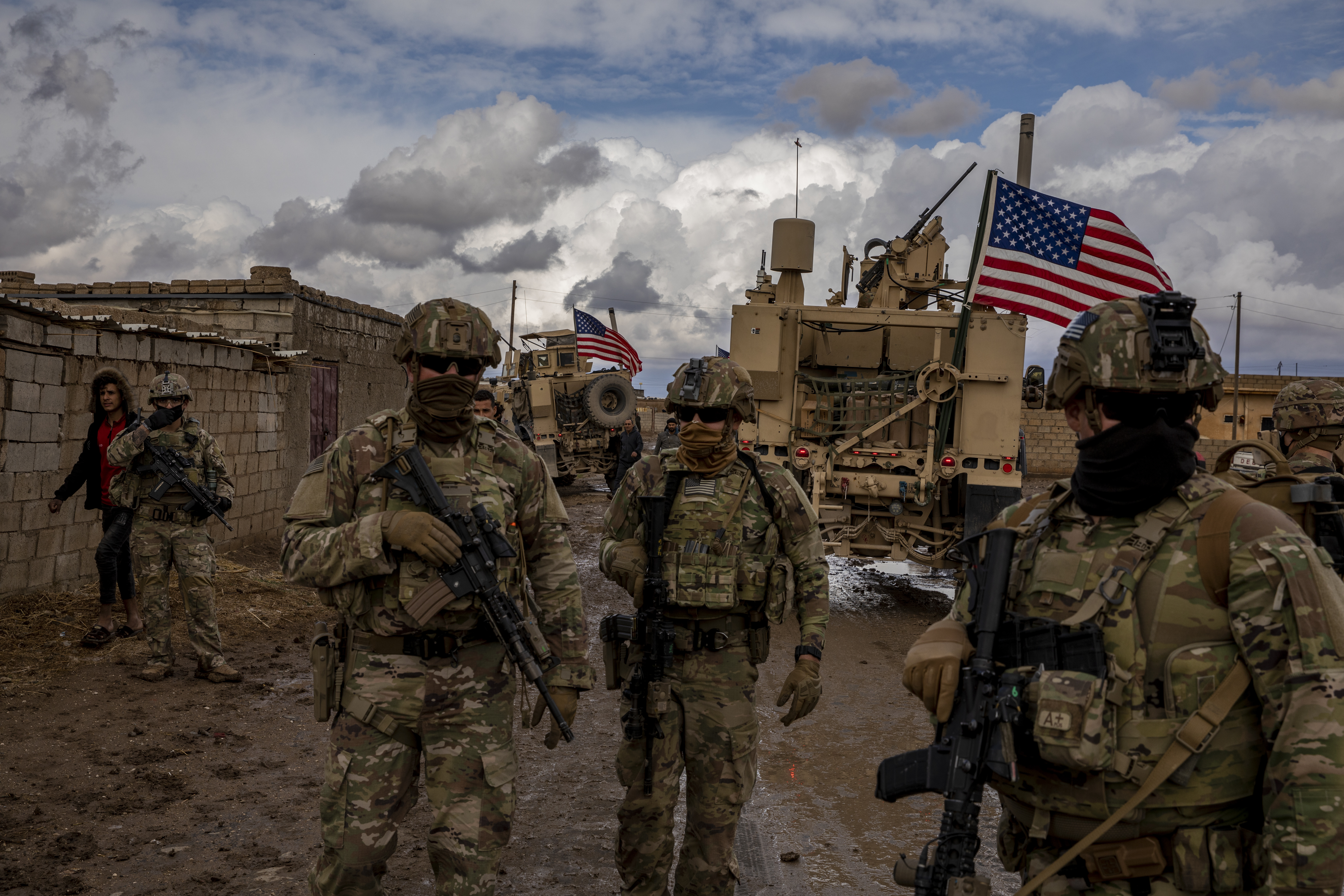
Tropas do 1º Batalhão dos Estados Unidos, do 6º Regimento de Infantaria, realizando uma missão de reconhecimento de área no leste da Síria, em 2021.

Em setembro de 2019, os Estados UNidos mandou mais soldados, equipamentos e veículos blindados nordeste da Síria após as tensões com a Rússia aumentarem na região. De acordo com autoridades americanas, essas movimentações foram feitas "para ajudar a garantir a segurança das forças da coalizão." O Comando Central dos Estados Unidos mencionou que o país havia implantado o sistema de radar AN/MPQ-64 Sentinel e veículos de combate Bradley para aumentar sua presença militar na Área de Segurança no Leste da Síria (ESSA).
Em 25 de fevereiro de 2021, a força aérea dos Estados Unidos lançou um ataque aéreo que destruiu várias instalações das milícias pró-Irã Kata'ib Hezbollah e Kata'ib Sayyid al-Shuhada, na vila fronteiriça de al-Hurri, no próximo a cidade de Abu Camal, em retaliação por ataques de foguetes contra a base americana em Erbil dez dias antes. Pelo menos vinte militantes islamitas foram mortos. O ataque aéreo americano foi feito por caças F-15 que lançaram um punhado de bombas JDAM e foi a primeira operação militar autorizada na presidência de Joe Biden.
Em novembro e em dezembro de 2024, em meio a queda do regime Assad na Síria, a força aérea dos Estados Unidos conduziu ataques contra islamitas (especialmente do Estado Islâmico) que tentavam se aproveitar da situação caótica que o país se encontrava naquele momento. Pelo menos 75 alvos foram atingidos e destruídos por aeronaves Boeing B-52 Stratofortress e McDonnell Douglas F-15 Eagle.